# خيوط المعازيب (مسلسل)
خيوط المعازيب مسلسل سعودي عُرض على قناة إم بي سي 1 ومنصة شاهد عام 2024م خلال شهر رمضان. وهو من بطولة عبد المحسن النمر، وإبراهيم الحساوي، وإخراج عبد العزيز الشلاحي ومناف عبدال.
يعد العمل من أضخم الأعمال إنتاجية لعام 2024، حيث بُنيت (مدينة المعازيب السينمائية) على مساحة 22 ألف متر مربع من تصميم مهندس الديكور السينمائي أحمد سعد الدين.

## القصة
يصور المسلسل حياة الصبي «فرحان» يضطر للعمل لدى رجل قاسي القلب اسمه «أبو عيسى»، ويجد نفسه ملزمًا بتنفيذ كل ما يأمر به، حتى تأتيه الفرصة للتصدي لبطشه وظلمه، وترك كل شيء والرحيل.
تدور أحداث المسلسل في الأحساء في حقبة الستينيات، ويصور الحياة الاجتماعية فيها، كما يحكي قصصًا حول عالم صناعة البشوت الحساوية، والعلاقات الإنسانية والاجتماعية في تلك الفترة.

## طاقم المسلسل

### الكتاب
- حسن العبدي.
- عباس الحايك.
- د. محمد البشير.
- عبد المحسن الضبعان.
- أسامة القس.
- يونس البطاط.
- هناء العمير (إشراف).

### الممثلون
- عبد المحسن النمر.
- إبراهيم الحساوي.[10]
- ريم ارحمة.
- فيصل الدوخي.
- سمير الناصر.
- سعيد قريش.
- آمال الرمضان.
- لبنى بوخمسين.
- مريم حسين.
- دانة آل سالم.
- عبد الله الجريان.
- راشد الورثان.
- سالم الخزيم.
- حسن الحرز.
- علي الشهابي.
- راضي مهنا.
- عبد الله عسيري.[11]
- عبدالرحمن الخليفة [12]
- ياسر عماد
- محمد عبدالخالق
- أسامه محمد
- فارس الخالدي
- عباس البو خضر
- شهاب الشهاب
- دانه السالم
- رائد البراك
- رياض الصالحاني
- ميثم الرزق
- محمد ميثم الرزق
- جميل الشايب

### تصميم الديكور
- م/ أحمد سعد الدين (المهندس المصمم)
- م/ محمد سعيد الغرابلي (مهندس الديكور المساعد)
- م/ مروان عمر (مهندس الديكور المساعد)
- م/أحمد المنديل (مهندس مدني)
- م/ عبد الله الرويجحي (مهندس مدني)
- م محمود زكريا (مهندس مدني)
- م/ مهند كمال (مهندس مساحة)

## الجوائز والتكريم
- أربع جوائز متنوعة في حفل توزيع جائزة "الدانة للدراما" للعام 2024.[13]
- في يوليو 2024م كرّم الأمير سعود بن طلال بن بدر محافظ الأحساء أبطال المسلسل وطاقمه تقديراً للفوز بعدد من الجوائز في الدورة السادسة عشرة لمهرجان الخليج للإذاعة والتلفزيون.[14]